# Henry Heimlich
Henry Heimlich (Wilmington, Delaware; 3 de febrero de 1920-Cincinnati, Ohio; 17 de diciembre de 2016) fue un médico estadounidense conocido por haber desarrollado una maniobra para la obstrucción traqueal llamada maniobra de Heimlich.

## Maniobra de Heimlich
De 1985 a 2005, la maniobra de Heimlich era la única recomendada para la obstrucción traqueal por parte de la Asociación Estadounidense del Corazón y la Cruz Roja Estadounidense.
En 2006 las dos instituciones cambiaron de parecer drásticamente y le quitaron crédito a la Maniobra de Heimlich. Para los pacientes conscientes ahora era recomendado primero darle palmadas en la espalda, si este método fallaba, los rescatistas deberían aplicar el apretón abdominal. Para las víctimas inconscientes, las nuevas guías recomiendan el apretón de pecho, método recomendado en 1976 de un estudio por el doctor Charles Guildner, cuyos resultados fueron duplicados en un estudio por el doctor Audun Langhelle en 2000. Las pautas de rescate, por obstrucción traqueal, publicadas por la American Heart Association dejó de denominar la Maniobra de Heimlich como tal.